# Кюстендил (община)
Кюстендил (болг. Община Кюстендил) — община в Болгарии. Входит в состав Кюстендилской области. Население составляет 74 884 человека (на 21.07.05 г.).

## Состав общины
В состав общины входят следующие населённые пункты:
1. Багренци
2. Берсин
3. Блатец
4. Бобешино
5. Богослов
6. Буново
7. Вратца
8. Гирчевци
9. Горановци
10. Горна-Брестница
11. Горна-Граштица
12. Горно-Уйно
13. Грамаждано
14. Граница
15. Гурбановци
16. Гырбино
17. Гырляно
18. Гюешево
19. Двориште
20. Дождевица
21. Долна-Граштица
22. Долно-Уйно
23. Долно-Село
24. Драговиштица
25. Жабокрыт
26. Жеравино
27. Жиленци
28. Ивановци
29. Каменичка-Скакавица
30. Катриште
31. Коняво
32. Копиловци
33. Коприва
34. Кутугерци
35. Кыршалево
36. Кюстендил
37. Лелинци
38. Леска
39. Лисец
40. Лозно
41. Ломница
42. Мазарачево
43. Николичевци
44. Нови-Чифлик
45. Ново-Село
46. Пиперков-Чифлик
47. Полетинци
48. Полска-Скакавица
49. Преколница
50. Радловци
51. Раждавица
52. Раненци
53. Режинци
54. Рысово
55. Савойски
56. Сажденик
57. Скриняно
58. Слокоштица
59. Соволяно
60. Стенско
61. Таваличево
62. Тырновлаг
63. Тырсино
64. Церовица
65. Црешново
66. Цервена-Ябылка
67. Цервендол
68. Цервеняно
69. Чудинци
70. Шипочано
71. Шишковци
72. Ябылково